# Chano Urueta
Santiago Eduardo Urueta Sierra Rodríguez (Mineral de Cusihuiriachi, Chihuahua, México, 24 de febrero de 1895-Ciudad de México, 23 de marzo de 1979), más conocido como Chano Urueta, fue un director cinematográfico, actor y escritor que destacó desde la primera mitad de la década de 1930 como uno de los más dotados adaptadores de grandes obras de la literatura universal.
Escribió los guiones de: El escándalo, basada en la novela de Pedro Antonio de Alarcón; Clemencia, en la novela de Ignacio Manuel Altamirano; Hombres del mar, en la pieza de teatro de Margarita Urueta; Los de abajo, en la novela homónima de Mariano Azuela; El conde de Montecristo, en la novela homónima de Alejandro Dumas, y El Corsario Negro, en la obra de ese título de Emilio Salgari.

## Primeros años
Hijo del diplomático y célebre tribuno Jesús Urueta y de Tarcila Sierra. Estuvo casado con Edelmira Orta Rodríguez y tuvo por hijos a Marco Antonio, Luisa Lucia, e Ileana Urueta Orta.

## Carrera
Chano inició su carrera cinematográfica en Hollywood con la realización de la película silente El destino (1929), que dejó inconclusa y en la que actuaron Emilio "El Indio" Fernández y Mona Rico quien, según se cuenta, fue la responsable de que se interrumpiera la filmación porque huyó con el actor John Barrymore. Vino posteriormente el cortometraje sonorizado Gitanos (1930), producido por la Warner Brothers, donde también participó "El Indio" Fernández.
De regreso a México, se incorporó al cine nacional, después de que según él mismo, recibió dos fuertes influencias: del director soviético Serguéi Eisenstein y del político mexicano José Vasconcelos.
Prolífico realizador, su filmografía incluye 117 películas, entre las que destacan: Jalisco nunca pierde (1937), Los hombres del mar (1938), Los de abajo (1939), La noche de los mayas (1939), El signo de la muerte (1939) (en la cual se ve una de las primeras actuaciones protagónicas del entonces aún joven Mario Moreno Cantinflas, y para la cual el argumento y la adaptación fueron creados por Salvador Novo), El conde de Montecristo (1942), La bestia magnífica (1952), cinta que inició el género cinematográfico de la lucha libre, que llegaría a ser muy exitoso.
A partir del largometraje  El monstruo resucitado (1953) interpretado por la actriz checa Miroslava, Urueta se convirtió en uno de los más destacados directores de los años dorados del cine de terror mexicano, el cual gana más admiradores cada año. A Urueta se deben varias obras muy apreciadas por los admiradores de dicho género, como La bruja (1954) con la hermosa Lilia del Valle; en 1962 El espejo de la bruja, en la que reunió a Isabela Corona y Rosita Arenas, populares actrices de dos generaciones, y la delirante El barón del terror, y al año siguiente, La cabeza viviente. A Urueta se debe también el lanzamiento del héroe de lucha libre Blue Demon en su primera aparición fílmica, Blue Demon: El Demonio Azul, en 1965.
El cineasta también participó en varias películas como actor, entre ellas: Chanoc, dirigida por Rogelio A. González (1966), donde interpretó al viejo Tsekub, y La choca (1973), de "El Indio" Fernández, donde hizo el papel del abuelo. Urueta también intervino en producciones internacionales, como los clásicos norteamericanos de Sam Peckinpah, La pandilla salvaje (1969) y Quiero la cabeza de Alfredo García (1974).
Como escritor, trabajó: con Roberto Rodríguez, en Viva mi desgracia (1943); con Miguel M. Delgado, en El puente del castigo (1945) y en Asesinos en la noche (1956); con Roberto Gavaldón en El socio (1945), con Rolando Aguilar en Una aventura en la noche (1947) y con René Cardona en El increíble profesor Zovek (1971).

## Filmografía

### Como director
| - 1928: El destino - 1930: Gitanos - 1933: Profanación - 1934: El escándalo - 1934: Enemigos - 1934: Una mujer en venta - 1935: Clemencia - 1936: Sistemas de riego en Ciudad Delicias, Chihuahua y en Ciudad Anáhuac, Nuevo León - 1937: Jalisco nunca pierde - 1938: Canción del alma - 1938: Hombres de mar - 1938: María - 1938: Mi candidato - 1939: El signo de la muerte - 1939: La noche de los mayas - 1940: ¡Que viene mi marido! - 1940: Los de abajo - 1941: La liga de las canciones - 1942: El Conde de Montecristo - 1943: Ave sin nido - 1943: El misterioso señor Marquina - 1943: Guadalajara - 1943: No matarás - 1944: El camino de los gatos - 1944: El Corsario Negro - 1945: Camino de Sacramento - 1945: El recuerdo de aquella noche - 1946: El superhombre - 1946: La noche y tú - 1947: Mujer - 1948: De pecado en pecado - 1948: El deseo - 1948: En los altos de Jalisco - 1948: La carne manda - 1948: La feria de Jalisco - 1948: La norteña de mis amores - 1948: La Santa del barrio - 1948: Se la llevó el Remington - 1948: Si Adelita se fuera con otro - 1949: Dos almas en el mundo - 1949: El abandonado - 1949: El gran campeón - 1949: No me quieras tanto... - 1949: Rayito de luna - 1949: Ventarrón - 1949: Yo maté a Juan Charrasqueado - 1950: Al son del mambo - 1950: El desalmado - 1950: La gota de sangre - 1950: Mi preferida - 1951: Del can-can al mambo - 1951: La estatua de carne - 1951: Manos de seda - 1951: Peregrina - 1951: Serenata en Acapulco - 1952: El cuarto cerrado - 1952: Mi campeón - 1952: Música, mujeres y amor - 1953: El monstruo resucitado | - 1953: La bestia magnífica (Lucha libre) - 1953: Quiéreme porque me muero - 1954: ¿Por qué ya no me quieres? - 1954: La bruja - 1954: La desconocida - 1954: La perversa - 1954: Se solicitan modelos - 1955: El seductor - 1955: El Túnel 6 - 1955: El vendedor de muñecas - 1955: La rival - 1956: La ilegítima - 1956: Serenata en México - 1957: El jinete sin cabeza - 1957: El Ratón - 1957: Furias desatadas - 1957: La cabeza de Pancho Villa - 1957: La marca de Satanás - 1957: Secuestro diabólico - 1958: El jinete negro - 1959: Cuando se quiere se quiere - 1959: Del suelo no paso - 1959: Los Hermanos Diablo - 1959: No soy monedita de oro - 1960: Bala perdida - 1960: El torneo de la muerte - 1960: Herencia trágica - 1960: Las canciones unidas - 1960: Los tigres del ring - 1960: Revolver en guardia - 1960: Una bala es mi testigo - 1960: Venganza fatal - 1961: El hombre de la ametralladora - 1961: Guantes de oro - 1961: Tres Romeos y una Julieta - 1962: Camino de la horca - 1962: El asaltacaminos - 1962: El barón del terror - 1962: El espejo de la bruja - 1962: Pilotos de la muerte - 1963: La cabeza viviente - 1963: La muerte en el desfiladero - 1963: Los chacales - 1964: Cinco asesinos esperan - 1964: El ciclón de Jalisco - 1964: El Robo al tren correo - 1964: Lupe Balazos - 1965: Blue Demon el Demonio azul - 1965: Especialista en chamacas - 1966: Alma grande - 1966: Blue Demon contra el poder satánico - 1966: Los Gavilanes negros - 1968: Blue Demon contra los cerebros infernales - 1968: Blue Demon contra las diabólicas - 1968: El As de oros - 1968: La puerta y la mujer del carnicero - 1968: Todo por nada - 1973: Tu camino y el mío - 1974: Los Leones del ring contra la Cosa Nostra - 1974: Los Leones del ring |

### Como guionista y adaptador
| - 1934: Almas encontradas - 1937: Jalisco nunca pierde - 1938: María - 1939: El signo de la muerte - 1939: La noche de los mayas - 1940: ¡Que viene mi marido! - 1940: Los de abajo - 1941: La Liga de las canciones - 1942: El conde de Montecristo - 1943: Ave sin nido - 1943: El misterioso señor Marquina - 1943: Guadalajara - 1943: No matarás - 1944: ¡Viva mi desgracia! - 1944: El camino de los gatos - 1944: Le Corsaire noir - 1945: El recuerdo de aquella noche - 1946: El puente del castigo - 1946: La noche y tú - 1947: Mujer - 1948: De pecado en pecado - 1948: El deseo - 1948: En los altos de Jalisco - 1948: La Feria de Jalisco - 1948: La Santa del barrio | - 1948: Se la llevó el Remington - 1948: Si Adelita se fuera con otro - 1948: Una aventura en la noche - 1949: El abandonado - 1949: El Gran campeón - 1949: No me quieras tanto... - 1949: Rayito de luna - 1949: Ventarrón - 1949: Yo maté a Juan Charrasqueado - 1950: Al son del mambo - 1950: El desalmado - 1951: Del can-can al mambo - 1951: La estatua de carne - 1951: Manos de seda - 1953: El monstruo resucitado - 1953: La Bestia magnífica (Lucha libre) - 1954: La bruja - 1954: La perversa - 1954: Se solicitan modelos - 1955: El Túnel 6 - 1957: Asesinos en la noche - 1957: El Ratón - 1960: Venganza fatal - 1968: Blue Demon contra las diabólicas - 1972: El increíble profesor Zovek |

### Como actor
| - 1939: Una luz en mi camino de José Bohr - 1967: Chanoc de Rogelio A. González - 1968: Los cañones de San Sebastián de Henri Verneuil - 1968: La puerta y la mujer del carnicero (ómnibus) - 1969: Grupo salvaje de Sam Peckinpah - 1969: Super Colt 38 de Federico Curiel - 1969: Todo por nada de Alberto Mariscal - 1970: Dos esposas en mi cama de Julián Soler - 1970: El hermano Capulina de Alfredo Zacarias - 1970: El pueblo del terror de René Cardona - 1970: Emiliano Zapata de Felipe Cazals - 1971: Furias bajo el cielo | - 1971: Los dos hermanos de Emilio Gómez Muriel - 1971: El rancho del miedo de Anthony Carras - 1971: The Bridge in the Jungle de Pancho Kohner - 1972: Kalimán de Alberto Mariscal - 1972: The Wrath of God de Ralph Nelson - 1973: El capitán Mantarraya de Germán Valdés - 1974: Quiero la cabeza de Alfredo García de Sam Peckinpah - 1974: La Choca de Emilio Fernández - 1974: Las víboras cambian de piel de René Cardona Jr. - 1974: Once Upon a Scoundrel de George Schaefer - 1975: Un mulato llamado Martín de Tito Davison |

### Como productor
- 1936: Sistemas de riego en Ciudad Delícias, Chihuahua y en Ciudad Anáhuac, Nuevo León
- 1957: El ratòn